# Whymperia tricolor
Whymperia tricolor là một loài tò vò trong họ Ichneumonidae.